# Nethinius montanus
Nethinius montanus là một loài bọ cánh cứng trong họ Cerambycidae.